# Brigach
Die Brigach ist ein 40 Kilometer langer Fluss im Schwarzwald-Baar-Kreis in Baden-Württemberg, der nach einem insgesamt südöstlichen Lauf in Donaueschingen von links mit der längeren und einzugsgebietsreicheren Breg zur Donau zusammenfließt. Im bekannten Spruch „Brigach und Breg bringen die Donau zuweg“ wird dies auf den Punkt gebracht.

## Name
Der Fluss wird 1084 erstmals urkundlich genannt (ab fontibus Brichena). Die mittelalterliche Bezeichnung war Brigen und die Endung -ach kam erst später hinzu.
Der Name Brigach ist keltischen Ursprungs und bedeutet nach einer Auffassung „helles, lauteres Wasser“. Laut Tafel an der Brigachquelle ist „[d]er Name (…) keltischen Ursprungs und bedeutet Bergbach“; dabei stehe brig- für ‚Berg, Anhöhe‘ und -ach sei die Endung für ‚Fluss, Bach‘.
Ein im Jahre 1898 bei der Quelle entdecktes Relief, das heute im St. Georgener Heimatmuseum aufbewahrt wird, verweist wahrscheinlich auf die Göttin Abnoba, die mit der Jagdgöttin Diana gleichgesetzt wird.

## Geographie

### Quelle

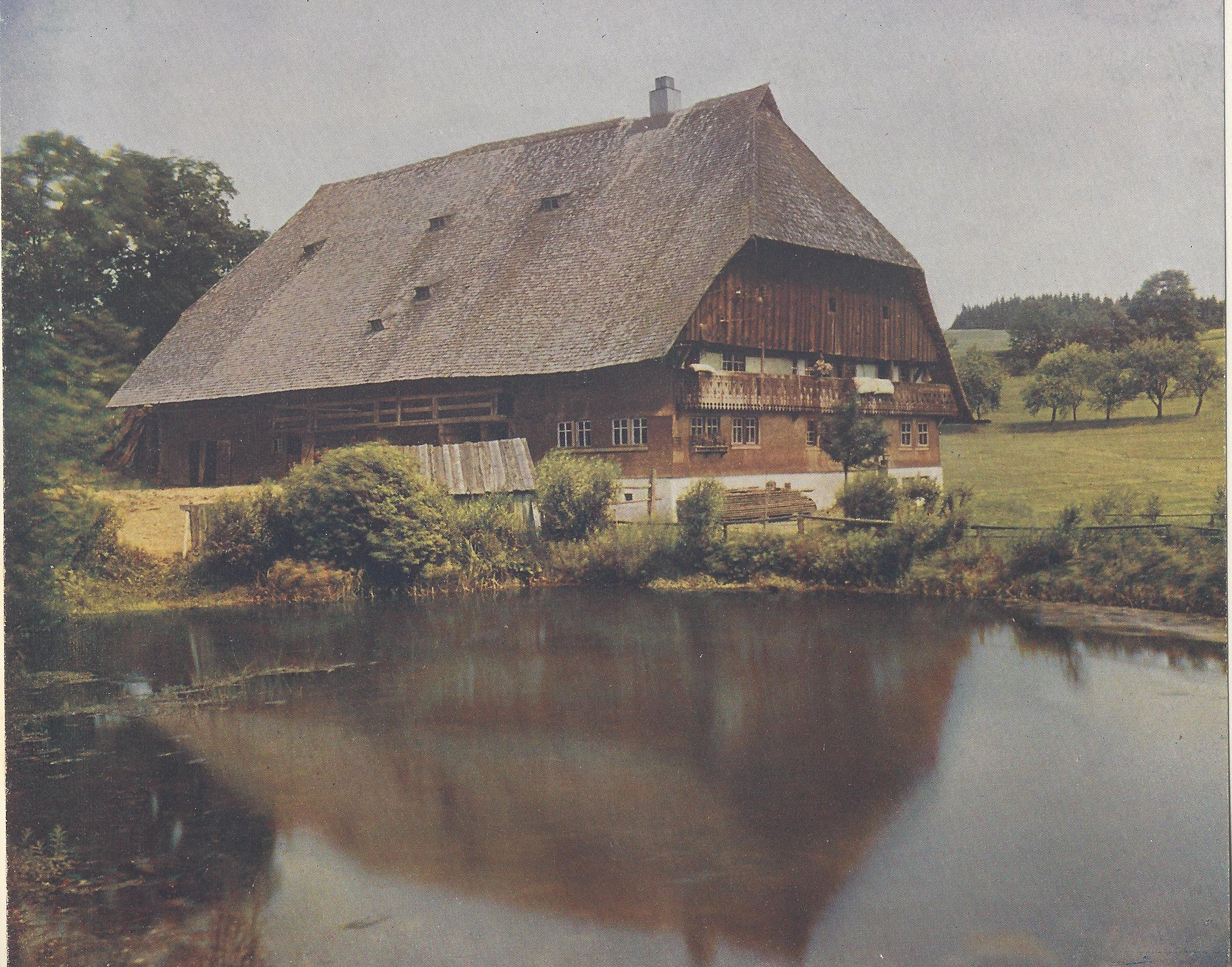
Die Brigachquelle, 1910, Autochrome

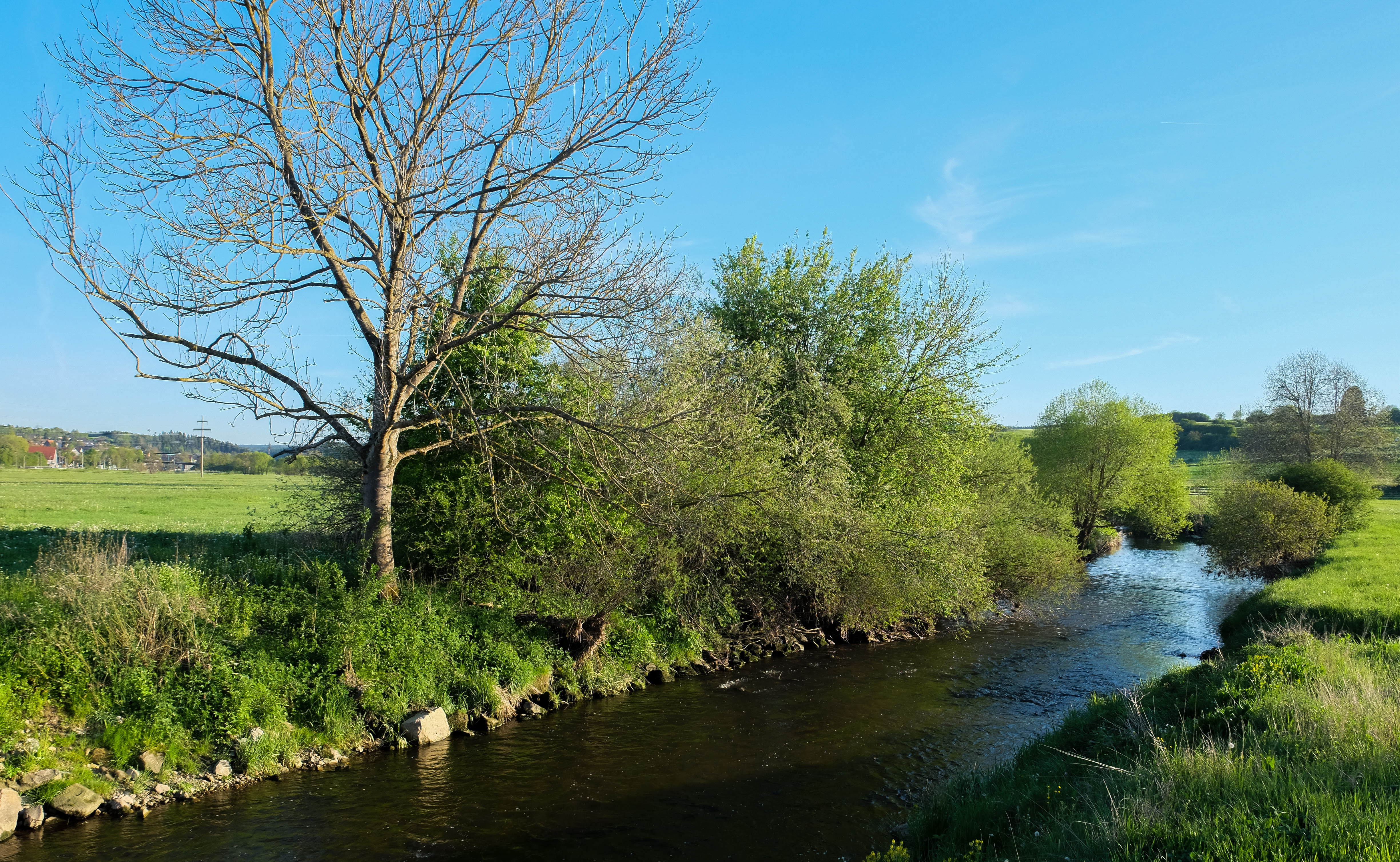
Die Brigach im Bereich der Baar

Eine Brigachquelle ist im Keller des Hirzbauernhofes im Obertal von Brigach gefasst und kann dort besichtigt werden. Auf der amtlichen Gewässerkarte des Landes beginnt die Brigach jedoch ihren Lauf auf etwa 925 m ü. NHN etwas unterhalb eines kleinen Teiches bei diesem Hof der Stadt Sankt Georgen im Schwarzwald.

## Verlauf

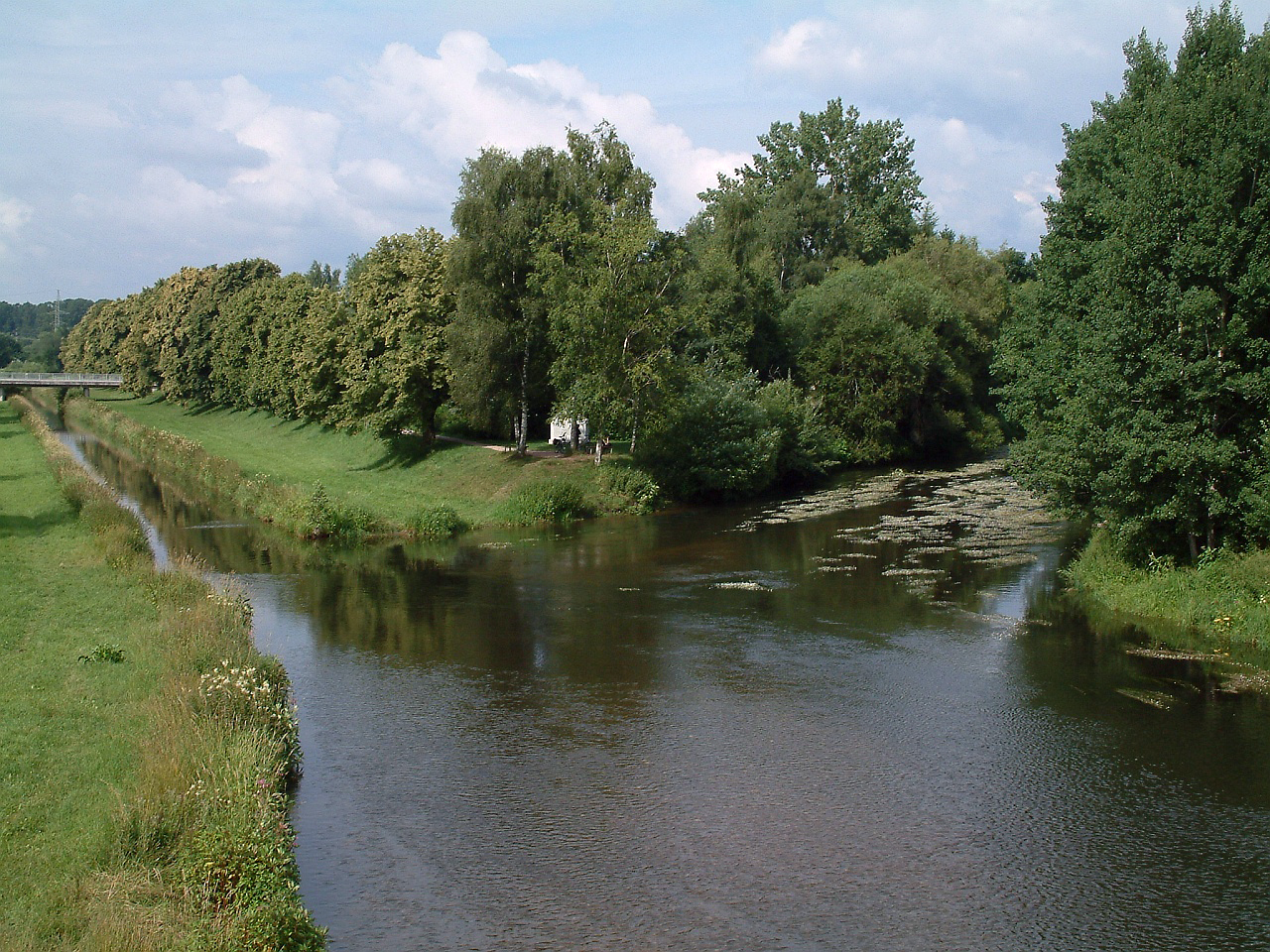
Zusammenfluss mit der Breg (links) zur Donau (unten)

Die Brigach fließt zunächst in flachem Lauf ungefähr ostnordöstlich durch die Schwarzwaldlandschaft, die sich dort aus offener Flur in den Talmulden und Wäldern auf den begleitenden Höhen zusammensetzt, und erreicht so die erste größere Ortschaft Sankt Georgen. Ab dort verläuft die Badische Schwarzwaldbahn bis zum Mündungsort im Tal. Der Fluss ist in Ortslage Sankt Georgen gegenüber den größeren Randhöhen schon 100 Meter eingetieft und biegt nun langsam um den Röhlinswald zur Rechten auf Südostlauf, die landschaftstypische Streubesiedelung setzt wieder ein. Am Zulauf des ersten längeren Zuflusses, des Röhlinbachs von Westnordwesten, verlässt die Brigach die St. Georgener Gemarkung und tritt ins sogenannte Groppertal ein, ein gut einen halben Quadratkilometer großes Landschaftsschutzgebiet, an dem die Gemeinde Unterkirnach und die Stadt Villingen-Schwenningen Anteil haben. Es zieht sich talabwärts bis etwas über die Zumündung – wieder von rechts und Westnordwest – des mit über 12 Kilometern Länge und 33 km² Einzugsgebiet bedeutendsten Zuflusses Kirnach am Bahnhof Villingen-Kirnach noch außerhalb der Ortslage Villingens. In diesem Bereich verläuft die Brigach auf einem knapp einen Viertelkilometer langen Abschnitt neben der dicht am rechten Talrand verlaufenden Bahnstrecke unterirdisch unter dem Talhang.
Etwas danach lässt die Brigach, ungefähr nach der Hälfte ihres Laufes, die Höhen des Schwarzwalds hinter sich und tritt im Ortsbereich von Villingen in die flachere Landschaft der Baar ein, die von offener Flur bestimmt ist und in der größere Siedlungen liegen als am Oberlauf. In der Stadtmitte wechselt sie auf Südlauf und nimmt hier ein paar Zuflüsse aus dem Norden auf, danach zwei über zehn Kilometer lange aus dem Schwarzwald im Westen, den Warenbach noch auf Villinger Gemarkung und den Holenbach schon auf dem Gebiet der folgenden Gemeinde Brigachtal. Unterhalb des Hauptortes Klengen der Gemeinde läuft die Brigach über die Gemarkungsgrenze ins Gebiet der Stadt Donaueschingen, ihr Tal tieft sich wieder zwischen Waldhügeln ein, entwickelt Mäander und schwenkt dann nach links auf Ostlauf durchs Siedlungsgebiet der Stadt. Im links gelegenen Teil des Schlossparks stößt wenige Meter neben der Brigach eine Karstquelle auf, die seit Jahrhunderten als Donauquelle angesehen und deren Donaubach genannter Überlauf unterirdisch durch den Park in die Brigach geleitet wird. Die Mündung ist durch einen vom ehemaligen deutschen Kaiser Wilhelm II. gewidmeten Tempel markiert. Im Vergleich zu den beiden Quellflüssen ist diese Donauquelle aber hydrologisch unbedeutend. Anderthalb Kilometer östlich unterhalb der Donaubach-Quelle vereinigt sich die Brigach auf etwa 672 m ü. NHN mit der aus dem Hochschwarzwald von rechts kommenden Breg und schafft damit die Donau.
Nach ihrem 40,4 Kilometer langen Lauf mit mittlerem Sohlgefälle von etwa 6,3 ‰ mündet die Brigach etwa 253 Höhenmeter unterhalb ihrer Quelle.

## Einzugsgebiet

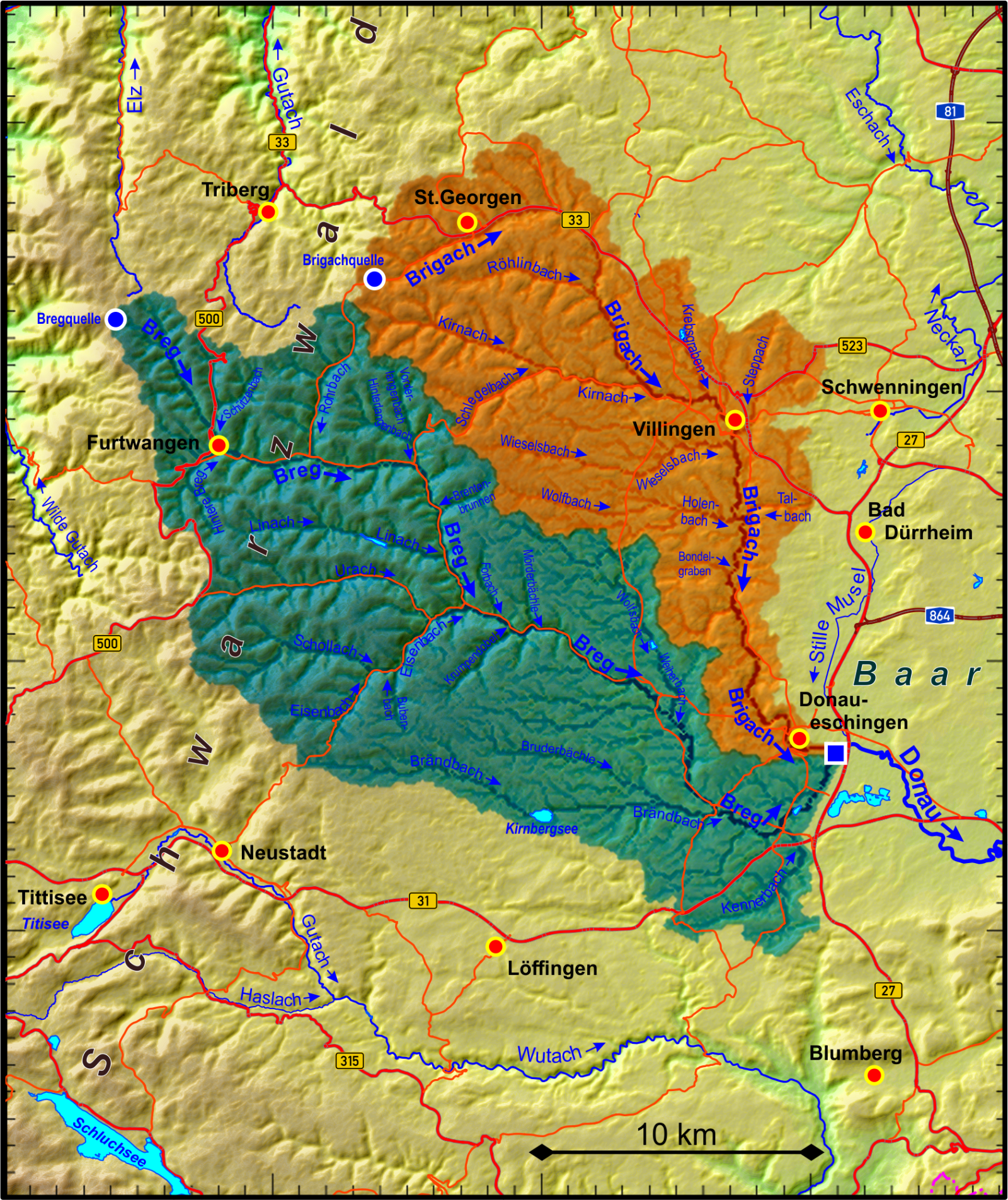
Einzugsgebiete der Breg und der Brigach

Das Einzugsgebiet umfasst 196,7 km² und liegt ganz im Schwarzwald-Baar-Kreis. Naturräumlich gesehen, verteilt es sich zu fast zwei Dritteln auf den Unterraum Südöstlicher Schwarzwald des Schwarzwaldes, mit dem restlichen Drittel am Ostsaum gehört es zur Baar, einem Unterraum der Neckar- und Tauber-Gäuplatten.
In ihrem Einzugsgebiet fließt die Brigach recht nahe an der Nord- und dann an der Ostseite; zentraler durchzieht das Einzugsgebiet dagegen die sehr beständig ostsüdöstlich laufende Kirnach, die selbst recht dicht an der Brigachquelle entsteht. Die dieser nahe nordwestliche Wasserscheide grenzt ab vom Einzugsgebiet der über die Kinzig zum Rhein entwässernden Gutach, im weiteren nordöstlichen Verlauf dann von dem der Schiltach zur höheren Kinzig. Hinter der langen nordöstlichen Wasserscheide entwässert der junge Neckar mit seinen Zuflüssen ebenfalls zum Rhein. Auf den übrigen Außenseiten gelangen die Niederschläge dagegen in die Donau. Vor der kurzen südöstlichen gibt es nur wenig bedeutende Zuflüsse zu dieser, hinter der wieder langen südwestlichen Grenze liegt das mit 291,5 km² merklich größere Entwässerungsgebiet des rechten Donau-Quellflusses Breg.
Der höchste Punkt im Einzugsgebiet liegt etwa einen Kilometer südwestlich des Ursprungs auf dem Gipfel des 1024,2 m ü. NN erreichenden Kesselbergs; hier stoßen die Einzugsgebiete von Gutach im Nordwesten, Brigach im Osten und Breg im Südwesten zusammen.
Fast das gesamte Einzugsgebiet liegt im Naturpark Südschwarzwald. Es gibt mehrere, teils recht große Wasserschutzgebiete darin, dazu Landschaftsschutzgebiete, nämlich das größtenteils außerhalb liegende Landschaftsschutzgebiet Hirzwald-Lägerfelsen an der Brigachquelle, das Harzloch um den Oberlauf des danach benannten oberen Zuflusses, den langen Talabschnitt Groppertal vor dem Schwarzwaldaustritt bei Villingen und das Landschaftsschutzgebiet Villingen-Süd.

### Zuflüsse
Zuflüsse von über 3,0 km Länge mit Mündungsrichtung und Mündungsort, von der Quelle zur Mündung aufgeführt. Für die vollständige Liste, auch mit mehr Daten, siehe beim 
- Röhlinbach (rechts, St. Georgen-Stockburger Mühle)
- Kirnach (rechts, Villingen-Schwenningen, Bahnhof Kirnach-Villingen)
- Krebsgraben (links, Villingen)
- Ziegelbach (links, Villingen)
- Steppach (links, Villingen)
- Warenbach (rechts, Villingen)
- Talbach (links, Villingen-Marbach)
- Holenbach (rechts, Brigachtal-Kirchdorf)

### LUBW
Amtliche Online-Gewässerkarte mit passendem Ausschnitt und den hier benutzten Layern: Lauf und Einzugsgebiet der Brigach

Allgemeiner Einstieg ohne Voreinstellungen und Layer: Daten- und Kartendienst der Landesanstalt für Umwelt Baden-Württemberg (LUBW) (Hinweise)
1. 1 2  Höhe nach dem Höhenlinienbild auf dem Hintergrundlayer Topographische Karte.
2. ↑  Länge nach dem Layer Gewässernetz (AWGN).
3. ↑  Einzugsgebiet nach dem Layer Aggregierte Gebiete 04.
4. ↑  Zur exakten Quelllage, siehe dem Hintergrundlayer Topographische Karte.
5. ↑  Einzugsgebiet nach dem Layer Aggregierte Gebiete 05.
6. ↑  Schutzgebiete nach den einschlägigen Layern.

### Andere Belege
1. ↑  Pegelwerte nach: Deutsches Gewässerkundliches Jahrbuch Donaugebiet 2006 Bayerisches Landesamt für Umwelt, S. 81, abgerufen am 4. Oktober 2017, Auf: bestellen.bayern.de (PDF, deutsch, 24,2 MB).
2. ↑  Albrecht Greule: Deutsches Gewässernamenbuch. Walter de Gruyter, Berlin / Boston 2014, ISBN 978-3-11-057891-1, S. 74, „Brigach“ (Auszug in der Google-Buchsuche).
3. ↑  Wolfdieter Gramlich: Steinernes Zeugnis vergangener Zeit. In: Südkurier, 12. Juli 2012
4. ↑  Heinz Fischer, Hans-Jürgen Klink: Geographische Landesaufnahme: Die naturräumlichen Einheiten auf Blatt 177 Offenburg. Bundesanstalt für Landeskunde, Bad Godesberg 1967. → Online-Karte (PDF; 4,0 MB)
5. ↑  Friedrich Huttenlocher: Geographische Landesaufnahme: Die naturräumlichen Einheiten auf Blatt 178 Sigmaringen. Bundesanstalt für Landeskunde, Bad Godesberg 1959. → Online-Karte (PDF; 4,3 MB)
6. ↑  Alfred G. Benzing: Geographische Landesaufnahme: Die naturräumlichen Einheiten auf Blatt 186 Konstanz. Bundesanstalt für Landeskunde, Bad Godesberg 1964. → Online-Karte (PDF; 4,1 MB)